# Accenteur rougegorge
Espèce
Statut de conservation UICN

 LC  : Préoccupation mineure
L'Accenteur rougegorge (Prunella rubeculoides) est une espèce de petits oiseaux passereaux de la famille des Prunellidae.

## Répartition

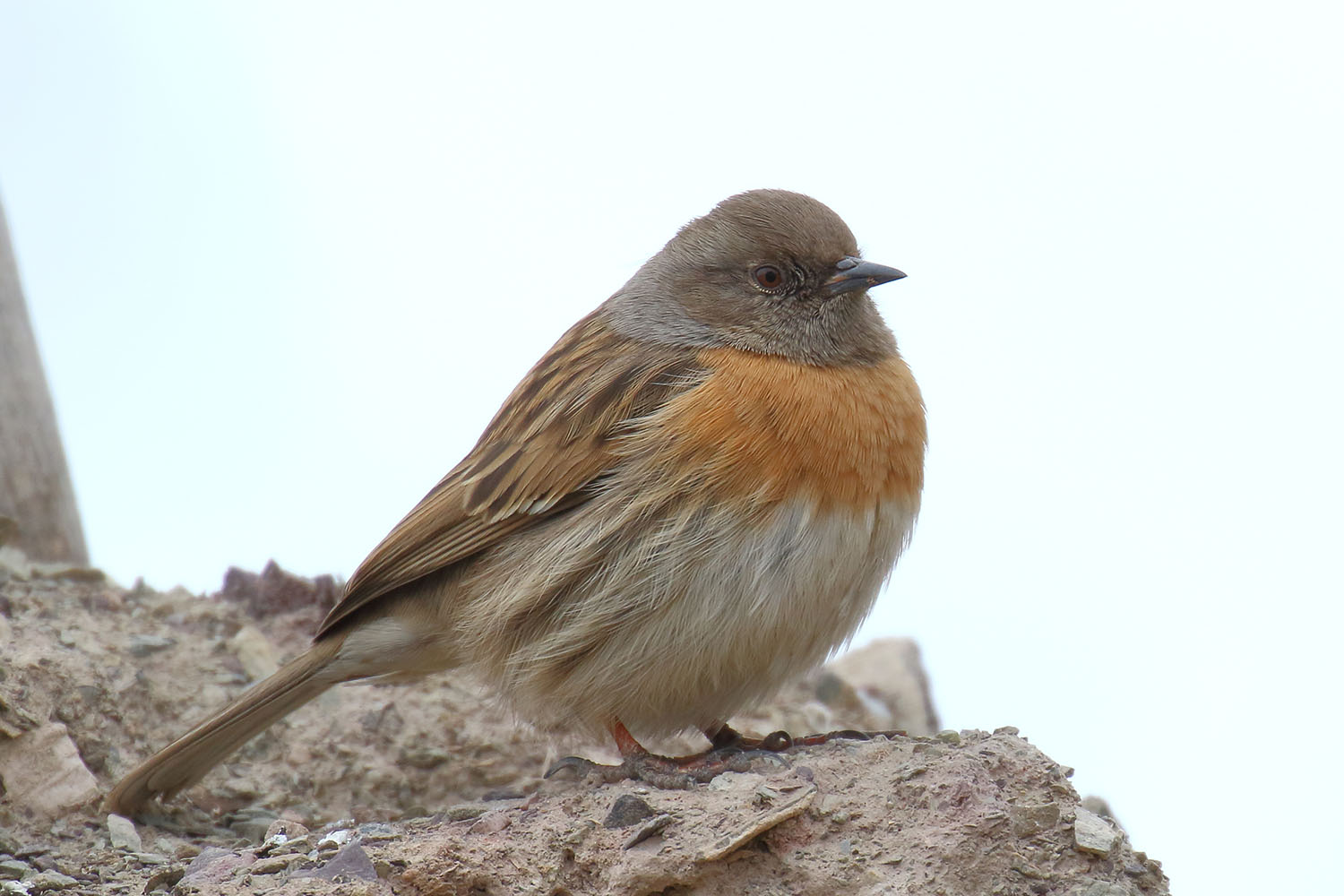
Ladakh, Inde

Son aire s'étend à travers la partie nord de l'Himalaya et le centre de la Chine.